# Браун-Сіті (Мічиган)
Браун-Сіті (англ. Brown City) — місто (англ. city) в США, в округах Лапір і Сенілак штату Мічиган. Населення — 1302 особи (2020).

## Географія
Браун-Сіті розташований за координатами 43°12′41″ пн. ш. 82°59′18″ зх. д. / 43.21139° пн. ш. 82.98833° зх. д. (43.211479, -82.988376).  За даними Бюро перепису населення США в 2010 році місто мало площу 2,84 км², з яких 2,83 км² — суходіл та 0,00 км² — водойми.

## Демографія
Згідно з переписом 2010 року, у місті мешкало 1325 осіб у 524 домогосподарствах у складі 350 родин. Густота населення становила 467 осіб/км².  Було 587 помешкань (207/км²).
Расовий склад населення:
| - 97,2 % — білих - 0,2 % — корінних американців - 0,1 % — чорних або афроамериканців - 0,1 % — азіатів |

До двох чи більше рас належало 2,0 %. Частка іспаномовних становила 2,3 % від усіх жителів.
За віковим діапазоном населення розподілялося таким чином: 27,8 % — особи молодші 18 років, 57,3 % — особи у віці 18—64 років, 14,9 % — особи у віці 65 років та старші. Медіана віку мешканця становила 37,3 року. На 100 осіб жіночої статі у місті припадало 86,4 чоловіків;  на 100 жінок у віці від 18 років та старших — 92,7 чоловіків також старших 18 років.
Середній дохід на одне домашнє господарство  становив 45 490 доларів США (медіана — 36 319), а середній дохід на одну сім'ю — 57 575 доларів (медіана — 47 721). Медіана доходів становила 32 472 долари для чоловіків та 27 308 доларів для жінок. За межею бідності перебувало 21,2 % осіб, у тому числі 29,3 % дітей у віці до 18 років та 9,2 % осіб у віці 65 років та старших.
Цивільне працевлаштоване населення становило 538 осіб. Основні галузі зайнятості: виробництво — 29,4 %, освіта, охорона здоров'я та соціальна допомога — 18,4 %, роздрібна торгівля — 14,3 %.